# Stanóvaia
Stanóvaia (en rus: Становая) és un poble de l'óblast de Tula, a Rússia, segons el cens del 2010 tenia 255 habitants.